# لورين كونراد
لورين كاثرين كونراد (بالإنجليزية: Lauren Katherine Conrad)‏ (وُلدت في 1 فبراير 1986) هي شخصية تلفزيونية أمريكية وممثلة وكاتبة ومصممة أزياء. معروفة بدور البطولة لها في برنامح إم تي في واقعي لاجونا بيتش: ذا ريل أورنج كونتري (Laguna Beach: The Real Orange County) وسلسلة ذا هيلز (The Hills)، الذي يتبع حياتها الشخصية وحياتها المهنية في تصميم الأزياء.

## النشأة
لورين وُلدت في لاغونا بيتش، كاليفورنيا لوالديها جيم وكاثي. هي الأكبر بين ثلاثة أطفال. وشقيقاها الأصغران هما برينا وبراندون. في 2004، لورين ظهرت في برنامج "MTV Cribs" في جولة في منزلها في لاغونا بيتش.

## حياتها المهنية

### تلفزيون الواقع
خلال سنة لورين الأخيرة في الثانوية، ظهرت في مسلسل تلفزيون الواقع لقناة MTV لاجونا بيتش: ذا ريل أورنج كونتري (Laguna Beach: The Real Orange County) بعدما وافقت على تصوير حياتها. بعد التخرج في 2004، دخلت جامعة أكاديمية الفنون (Academy of Art University) في سان فرانسيسكو لفصل دراسي واحد مع صديقتها هايدي مونتاج. خلال الموسم الثاني من لاجونا بيتش عادت لبلدتها وبدأت تأخذ دروساً في جامعة محلية قبل الانتقال إلى معهد تصميم وتجارة الأزياء.

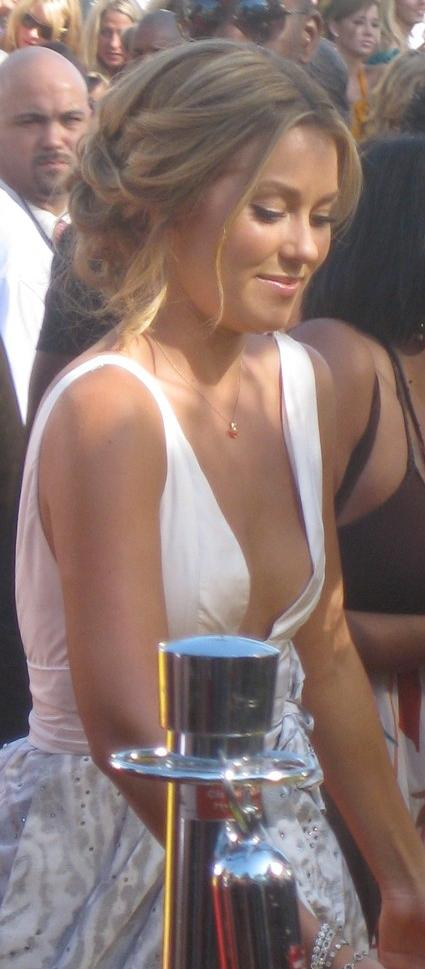
لورين كونراد في حفل جوائز إم تي في الموسيقية 2008.

بعد نجاح لاجونا بيتش، MTV أنتجت مسلسل ذا هيلز، حياة لورين وأصدقائها (هايدي مونتاج وأودرينا باتريدج وويتني بورت) الشخصية والمهنية في لوس انجليس، كاليفورنيا. عرض الموسم الأول من عرض لأول مرة على MTV في 31 مايو 2006. في ذلك الوقت لورين كانت تعمل في مجلة تين فوغ (تر=Teen Vogue)، وكانت تعيش مع شريكتها في السكن هايدي مونتاج.
البرنامج تجدد لاحقاً في موسم ثاني. صُور من أواخر صيف 2006 حتى نهاية نوفمبر 2007، وعرض في 15 يناير 2007. خلال ذلك الوقت تدهورت صداقة لورين وهايدي، كما أن هايدي كانت تمضي أغلب وقتها مع صديقها الجديد سبنسر برات. في فبراير 2007، أودرينا باتريدج أصبحت زميلة لورين في الغرفة بعد انتقال هايدي إلى شقة منفصلة مع سبنسر.
بدأ تصوير الموسم الثالث في من ذا هيلز منتصف صيف 2008 واستمر حتى نوفمبر 2008. عُرضت الحلقات الأولى من الموسم الرابع في 18 أغسطس 2008. وبدأ تصوير الموسم الخامس في يناير 2009، عرضت الحلقات في 6 أبريل 2009. لورين صرحت أن الموسم الخامس سيكون الأخير لها، وظهر لآخر مرة في البرنامج في 31 مايو 2009. البرنامج استمر من دونها، حيث دخلت كريستين كافالاري كبديل للورين.
في مارس 2010، تأكد أن الموسم السادس سيكون الأخير. وكان هناك توقع بظهور لورين كضيفة في الحلقة الأخيرة من البرنامج. البرنامج انتهى في 13 يوليو 2010، بعد عرض ستة مواسم و102 حلقة. هي لم تظهر في الحلقة الأخيرة، لكنها قالت لاحقاً أنها صورت النهاية البديلة للبرنامج مع برودي جينر [الإنجليزية].

### تصميم الأزياء

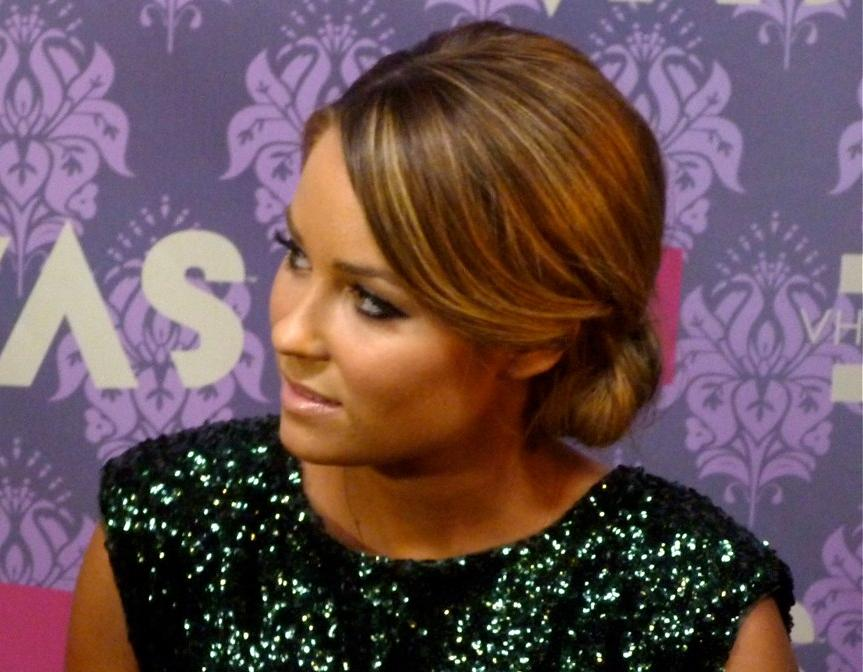
لورين في "VH1's 2009 Divas concert"

لورين دخلت فترة تدريب في تين فوغ (Teen Vogue) خلال تصوير الموسم الأول من ذا هيلز. لورين وظهورها في برنامج تلفزيون الواقع خلق تطوراً في مبيعات تين فوغ. وذكر في مارس 2007 أنه منذ بدأ بث الموسم الثاني من ذا هيلز في منتصف يناير، مبيعات المجلة زادت إلى ضعف عدد مبيعات 2006. وفقاً لليزا لوف، أن نسخة الساحل الغربي من فوغ التي قيمت وضع تدريب لورين، لورين نجحت في مقابلة لطلب عمل، «بغض النظر عن ما تريده الكاميرات».
لورين أسست شركة أزياء جديدة، مجموعة لورين كونراد (Lauren Conrad Collection)، ظهرت لأول مرة في مرسيدس بنز إل آي ويك (Mercedes Benz LA Fashion Week) في استوديوهات سماشبوكس في مارس 2008. في مارس 2009، لورين أعلنت أنها ستأخذ فترة خارج تصميم الأزياء؛ تصاميم ربيع وصيف 2009 ألغيت. تحصل على مبلغ يقدر بـ1.5 مليون دولار من ظهورها التلفزيوني وتصميم الأزياء وتأمين المنتجات. في خريف 2009، لورين أطلقت إل سي من لورين كونراد (LC by Lauren Conrad) محلات كولز في كافة أرجاء الولايات المتحدة.

### الكتب
رواية لورين الأولى والأولى أصل ثلاثة إل آي كاندي، أُصدِرت في 16 يونيو 2009. مستوحاة من حياة لورين الشخصية، إل آي كاندي هي رواية عن امرأة شابة انتقلت إلى لوس أنجلوس وأصبحت نجمة برنامج تلفزيون الواقع. وكانت الأكثر مبيعاً في قائمة نيويورك تايمز. كتاب لورين من الثلاثة سويت ليتل لايز أُصدِر في 16 فبراير 2010. الكتاب الأخير من السلسلة هو سوغر آند سبايس أُصدِر في 5 أكتوبر 2010.
لورين أصدرت أيضاً كتاباً آخر، ستايل، حول تجربتها ومعرفتها بمجال تصميم الأزياء. لورين حالياً تكتب جزءاً آخر لسلسلة إل آي كاندي، الذي سيكون حول الشخصية ماديسون.

### الشهادات
في يناير 2007، أصبحت لورين المتحدث الرسمي الأول لـ"مارك."، شركة فرعية جديدة أنتجتها أفون تسويقية للشابات. وظهرت في ماغالوغ [الإنجليزية] شركة «مارك» أونلاين. آشلي غرين أخذت مكان لورين في يونيو 2010.
منذ 24 أبريل 2008، لورين هي المتحدثة الرسمية الوطنية لكوليج تونايت [الإنجليزية].

### البرامج التلفزيونية والأفلام
في 2007، لورين ظهرت كنسخة ساخرة لنفسها في الفيلم الكوميدي إيبيك موفي [الإنجليزية]. في 2008، لورين ظهرت ظهوراً ثانوياً في حلقة من مسلسل غريك [الإنجليزية]. في 2009، ظهرت في نسخة كرتونية وساخرة لنفسها في حلقة من فاميلي غاي (كانت على العكس تماماً من شخصيتها على الشاشة).
لورين ظهرت كحكم في الدائرة 13 من آميريكاز نكست توب مودل [الإنجليزية].
في أغسطس 2009، لورين ظهرت في حلقة الذكرى السنوية العاشرة لهو ونتس تو بي آمليونير [الإنجليزية]، تلعب من أجل جائزتها. سُئِلتَ سؤالاً واحداً بقيمة 50,000 دولار وأجابت بشكل صحيح بعد استخدام وسيلة المساعدة «اسأل الجمهور». هي حالياً تظهر ضيفة في كاثي غريفن: ماي لاي أون دي-ليست [الإنجليزية].

### الإنتاج
لورين بدأت عملها كمنتجة في بداية 2009، شركتها بلو آيد برودكشين (Blue Eyed Productions) اشترت الحقوق لتحويل إل آي كاندي إلى فيلم، لورين ستعمل كمنتج تنفيذي.
الفيلم سيستند على الكتب الثلاثة. لورين ظهرت في مقالبة تقول أنها حالياً تعمل على الإنتاج وهذا هو تركيزها الرئيسي في الوقت الراهن.

## الحياة الشخصية
لورين لديها علاقات عديدة مع زملائها ي النجومية داخل وخارج لاجونا بيتش وذا هيلز مثل برودي جينر وجيسون والير وستيفن كوليتي. وهي لا تزال صديقتهم جميعاً وغالباً ما ظهرت مع برودي في ذا هيلز. هي الآن تواعد الممثل كايل هوارد.

## فيلموغرافيا

### الرامج التلفزيونية
| السنة     | العنوان                                                                              | الشخصية | ملاحظات                         |
| --------- | ------------------------------------------------------------------------------------ | ------- | ------------------------------- |
| 2004-2005 | لاجونا بيتش: ذا ريل أورنج كونتري (بالإنجليزية: Laguna Beach: The Real Orange County)‏ | نفسها   | الراوية وبطلولة (المواسم 1 - 2) |
| 2006-2009 | ذا هيلز (بالإنجليزية: ذا هيلز)‏                                                       | نفسها   | الراوية وبطلولة (المواسم 1 - 5) |
| 2008      | غريك (بالإنجليزية: Greek)‏                                                            | نفسها   | ظهور ثانوي                      |
| 2009      | من يريد أن يكون مليونير (بالإنجليزية: Who Wants to Be a Millionaire)‏                 | نفسها   | مسابقة المشاير                  |
| 2009      | العارضة الأمريكية المستقبلية (بالإنجليزية: America's Next Top Model)‏                 | نفسها   | حكم ضيف                         |
| 2009      | فاميلي جاي (بالإنجليزية: Family Guy)‏                                                 | نفسها   | نسخة كرتونية                    |
| 2010      | كاثي غريفن: حياتي في قائمة د (بالإنجليزية: Kathy Griffin: My Life on the D-List)‏     | نفسها   | ظهور كضيفة                      |

### الأفلام
| السنة | العنوان    | الشخصية | ملاحظات    |
| ----- | ---------- | ------- | ---------- |
| 2007  | Epic Movie | نفسها   | ظهور ثانوي |

## الأعمال المنشورة
- إل. آي. كاندي (2009)
- سويت ليتل لايز (2010)
- سوغر آند سبايس (2010)
- لورين كونراد ستايل (2010)

## الجوائز
| السنة | الجائزة                                                  | النتيجة | الفئة                                                                | العمل المرشح |
| ----- | -------------------------------------------------------- | ------- | -------------------------------------------------------------------- | ------------ |
| 2006  | جوائز اختيار المراهقين (بالإنجليزية: Teen Choice Awards)‏ | فازت    | أنثى تلفزيون الواقع المختارة (بالإنجليزية: Choice Female Reality TV)‏ | ذا هيلز      |
| 2007  | جوائز اختيار المراهقين (بالإنجليزية: Teen Choice Awards)‏ | فازت    | أنثى تلفزيون الواقع المختارة (بالإنجليزية: Choice Female Reality TV)‏ | ذا هيلز      |
| 2008  | جوائز اختيار المراهقين (بالإنجليزية: Teen Choice Awards)‏ | فازت    | أنثى تلفزيون الواقع المختارة (بالإنجليزية: Choice Female Reality TV)‏ | ذا هيلز      |
| 2009  | جوائز اختيار المراهقين (بالإنجليزية: Teen Choice Awards)‏ | فازت    | أنثى تلفزيون الواقع المختارة (بالإنجليزية: Choice Female Reality TV)‏ | ذا هيلز      |
| 2010  | جوائز اختيار المراهقين (بالإنجليزية: Teen Choice Awards)‏ | ترشحت   | أنثى تلفزيون الواقع المختارة (بالإنجليزية: Choice Female Reality TV)‏ | ذا هيلز      |

## وصلات خارجية
- الموقع الرسمي
- لورين كونراد على موقع IMDb (الإنجليزية)
- لورين كونراد على موقع روتن توميتوز (الإنجليزية)
- لورين كونراد على موقع ألو سيني (الفرنسية)
- لورين كونراد على موقع أول موفي (الإنجليزية)
- لورين كونراد على موقع إن إن دي بي (الإنجليزية)
- لورين كونراد على موقع قاعدة بيانات الفيلم (الإنجليزية)
- لورين كونراد على موقع كينوبويسك (الروسية)
- لورين كونراد على موقع تي في.كوم